# Isomaltosa
La isomaltosa es un disacárido formado por dos glucosas unidas por los grupos hidroxilo del carbono 1 en posición alfa de una glucosa y del carbono 6 de la otra glucosa. Por ello este compuesto también se llama alfa-D- glucopiranosil(1-6)alfa-D- glucopiranosa. Al producirse dicha unión se desprende una molécula de agua y ambas glucosas quedan unidas mediante un oxígeno monocarbonílico que actúa como puente. La isomaltosa aparece en los granos de cebada germinada. Se puede obtener mediante la hidrólisis del almidón y glucógeno. Su fórmula es C12H22O11.
La terminación -osa en el último monosacárido de la fórmula semidesarrollada se da porque tiene un grupo hidroxilo libre; en otras palabras, reduce el reactivo de Fehling. Por el contrario, la terminación -ósido se utiliza cuando no tiene un grupo hidroxilo libre, es decir no reduce el reactivo de Fehling.